# Hydrochoreutes intermedius
Hydrochoreutes intermedius är en kvalsterart som beskrevs av Cook 1956. Hydrochoreutes intermedius ingår i släktet Hydrochoreutes och familjen Pionidae. Inga underarter finns listade i Catalogue of Life.